# Caracas 92.9 FM
Cet article possède un paronyme, voir Caracas (homonymie).
Caracas 92.9 FM, plus connue sous le nom 92.9 Tu FM, est une station de radio vénézuélienne créée en novembre 1989 et propriété du groupe de presse Empresas 1BC. La station, populaire, diffuse dans la ville de Caracas, en langue espagnole ; essentiellement destinée aux jeunes, elle diffuse notamment du rock et de la pop.
92.9 Tu FM est interdite de diffusion le 25 août 2017 par la Commission nationale des communications (Conatel) rattachée au gouvernement de Nicolás Maduro, en même temps que la station Magica 91.1 FM et après une quarantaine d'autres médias depuis janvier 2017, soulevant des protestations au Venezuela, notamment de la part du Syndicat national des travailleurs de la presse (SNTP),.